# كارولينا رودريغيز
كارولينا رودريغيز (بالإسبانية: Carolina Rodríguez)‏ (و. 1986  م) هي لاعبة جمباز إيقاعي إسبانية، ولدت في ليون، شاركت في الألعاب الأولمبية الصيفية 2012، والألعاب الأولمبية الصيفية 2004.

## التعليم
تعلمت في الجامعة الوطنية للتعليم عن بعد.

## روابط خارجية
- كارولينا رودريغيز على موقع الاتحاد الدولي للجمباز (licence) (الإنجليزية)
- كارولينا رودريغيز على موقع الاتحاد الدولي للجمباز (biography) (الإنجليزية)
- كارولينا رودريغيز على موقع اللجنة الأولمبية الدولية (الإنجليزية)
- كارولينا رودريغيز على موقع أوليمبيديا (الإنجليزية)
- كارولينا رودريغيز على موقع اللجنة الأولمبية الإسبانية (الإسبانية)